# Spermacoce natalensis
Spermacoce natalensis là một loài thực vật có hoa trong họ Thiến thảo. Loài này được Hochst. miêu tả khoa học đầu tiên năm 1844.